# Zittwerke

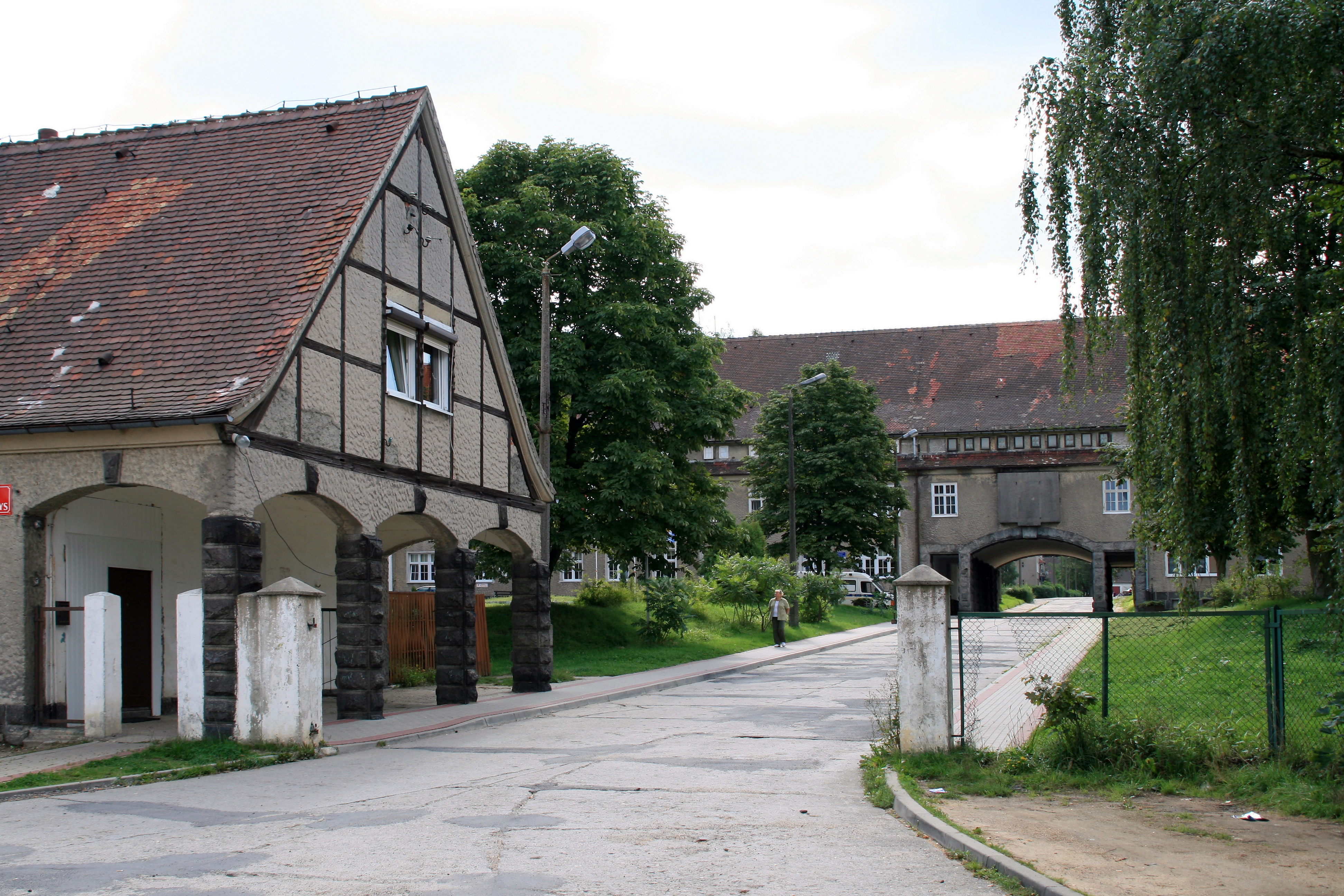
Ehemalige Zittwerke, Eingang (2011)

Die Zittwerke AG waren ein Tarnunternehmen der Junkers Flugzeug- und Motorenwerke AG, das von 1944 bis 1945 in Zittau und dessen damaligem Stadtteil Großporitsch (heute Porajów in Polen) bestand.

## Geschichte
Nach den zunehmenden Luftangriffen der Alliierten auf deutsche Industriezentren und Ballungsgebiete ab Januar 1943 suchten viele Rüstungsunternehmen geeignete Standorte für Produktionsverlagerungen. Dies waren zum einen Anlagen zur U-Verlagerung als auch außerhalb der Ballungsräume gegründete Tarnunternehmen.
Insbesondere für die Produktion der kriegswichtigen Flugzeugtypen Ju 87, Ju 88 und Ju 188 wurden am 29. April 1943 erstmals mögliche Standorte in Zittau, darunter auch das Gelände des früheren Kriegsgefangenenlagers Großporitsch besichtigt. Auf dem Terrain des 1920 abgerissenen Lagers war zuvor mit einem Kasernenneubau begonnen worden, der jedoch nach Kriegsbeginn eingestellt wurde und erneut als Internierungslager für Kriegsgefangene genutzt wurde.
Im August 1943 fiel die Entscheidung der Junkerswerke für Auslagerungen in die Spinnerei und Weberei AG Ebersbach, die Gebr. Moras AG in Zittau und den Bau von Produktionshallen auf der Kasernenbau-Brache in Großporitsch. Dazu wurde ein bereits zwischen dem Radargeräte- und Nachrichtenmittel-Hersteller Dr. Seibt Nachf. in Berlin-Schöneberg und der Gebr. Moras AG abgeschlossener Vertrag aufgehoben und das Berliner Unternehmen an die Echo-Mühle Olbersdorf verwiesen.
Vor dem Aufbau der Hallen in Großporitsch wurden Websäle der Gebr. Moras AG oberhalb des Zittauer Bahnhofs genutzt, wobei sich der Flächenbedarf schnell von 2000 m² auf 5700 m² vergrößerte und das Textilunternehmen im September 1943 zur Abstellung von 16 Produktionsarbeiterinnen verpflichtet wurde. Wegen des im Oktober 1943 noch laufenden Bauprüfungsverfahrens für Großporitsch beanspruchte Junkers nun die gesamte Produktionsfläche der Moras AG von 15.000 m², und nach einem Widerspruch der Unternehmensleitung empfahl der neuernannte Reichsminister für Rüstung und Kriegsproduktion Albert Speer im November 1943 die Stilllegung des Werks. Noch im selben Monat begann die Verlagerung der Produktionsmaschinen von Dessau nach Zittau und die Gaststätte „Paulaner Bräu“ wurde als Wohnheim für die mit dem Aufbau beschäftigen Arbeiter beschlagnahmt.
Zum gleichen Zeitpunkt beanspruchten die Junkerswerke eine Fläche von 16.000 m² in der Spinnerei und Weberei AG Ebersbach für die Verlagerung ihres Magdeburger Werks, wobei dort die Unterbringung von 1000 Werksangehörigen starke Probleme bereitete. Im Jahre 1944 erfolgte dort die Gründung der Eberwerke AG.
Im Dezember 1943 reduzierte der Direktor der Junkerswerke, Walter Cambeis, seinen Flächenbedarf im Werk der Gebr. Moras AG wieder auf die ursprünglich vorgesehenen 5.700 m², da dieser Standort nach der angewiesenen Umstellung von der Entwicklung technisch hochleistungsfähiger auf die Massenfertigung schnellster Spezialflugzeuge nicht mehr geeignet schien. Damit wurde auch das bereits angelaufene Werksstilllegungsverfahren für die Gebr. Moras AG hinfällig.
Die Zittwerke AG mit Sitz in Zittau, Bahnhofstraße 10, wurde am 20. März 1944 gegründet. Die Betriebsleitung bestand aus Jürgen Ulderup als Betriebsführer, Direktor Hanewald und Prokurist Pfeil, die allesamt zuvor bei Junkers tätig waren.
Die Zittwerke AG besaß kleinere Fertigungsstätten in den Textilfabriken Gebr. Haebler in Zittau, Mechanische Weberei Rudolf Breuer in Reichenau, Kreutziger & Henke in Leutersdorf sowie weiteren 17 Werken in Zittau, Reichenau, Herrnhut und Großschönau. Hinzu kam die neu errichtete Schmittsche Spinnerei in dem zum Protektorat Böhmen und Mähren gehörigen Städtchen Semil. Die benötigten Produktionsarbeiterinnen wurden aus den Textilbetrieben abgezogen.
Am 20. September 1944 ordnete der Reichsminister der Luftfahrt, Hermann Göring, die gesamte Verlegung der Fertigung der Junkerswerke aus Magdeburg und Dessau in die Räume der Gebr. Moras AG in Zittau an.
Über die Anzahl der Beschäftigten der Zittwerke AG existieren keine nachweisbaren Angaben. Schätzungen gehen von über 2500 Menschen in Zittau aus, von denen etwa 1500 in den Textilfabriken arbeiteten. Unter der Leitung deutscher und ausländischer Spezialisten wurden vor allem Hilfskräfte angelernt. Auf dem Gelände in Großporitsch, das als militärisches Sperrgebiet galt, erfolgten die Arbeiten in den Bereichen der Bearbeitung, Galvanisierung und Montage vornehmlich durch Fachkräfte der Luftfahrtindustrie und abgestellte Rüstungsarbeiter. Wegen der Geheimhaltung und befürchteter Sabotage oder Spionage wurden lediglich für Hilfsarbeiten Ostarbeiter und für Sonderarbeiten KZ-Häftlinge eingesetzt. Für Oktober 1944 lassen sich 242 polnische Arbeiter nachweisen, die im Lager Ost auf dem Kasernengelände untergebracht wurden. Später wurden auch sowjetische Kriegsgefangene eingesetzt.
Im Januar 1945 begann in Eichgraben der Bau von zwei Behelfswohnhäusern, für die beim Frankreichfeldzug 1941 erbeutete französische Fertigteil-Kolonialhäuser aufgestellt wurden.
Mitte Februar 1945 stellte die Zittwerke AG ihre Produktion ein. Mit der Aufgabe der Großporitscher Kaserne am 24. März 1945 war die Räumung der Maschinen beendet.

## Produktionsstätte und Lager Großporitsch
Das für den Bau der Produktionsstätte „Zittwerke-Kaserne“ eingerichtete und vom Bauingenieur Buchholz geleitete Konstruktionsbüro wurde am 20. November 1943 von Dessau zum Unternehmen Rudolf Arens nach Zittau verlegt. Für das Geheimvorhaben IVa SO J/m 116 des Generalluftzeugmeisters, das später dem Jägerstab zugeordnet wurde, war eine Gesamtsumme von 2.830.000 RM veranschlagt. Aus dem staatlichen Bauverbot vom 11. November 1943 ergaben sich weitere Verzögerungen durch die Erteilung der nun zusätzlich notwendigen Baugenehmigungen.

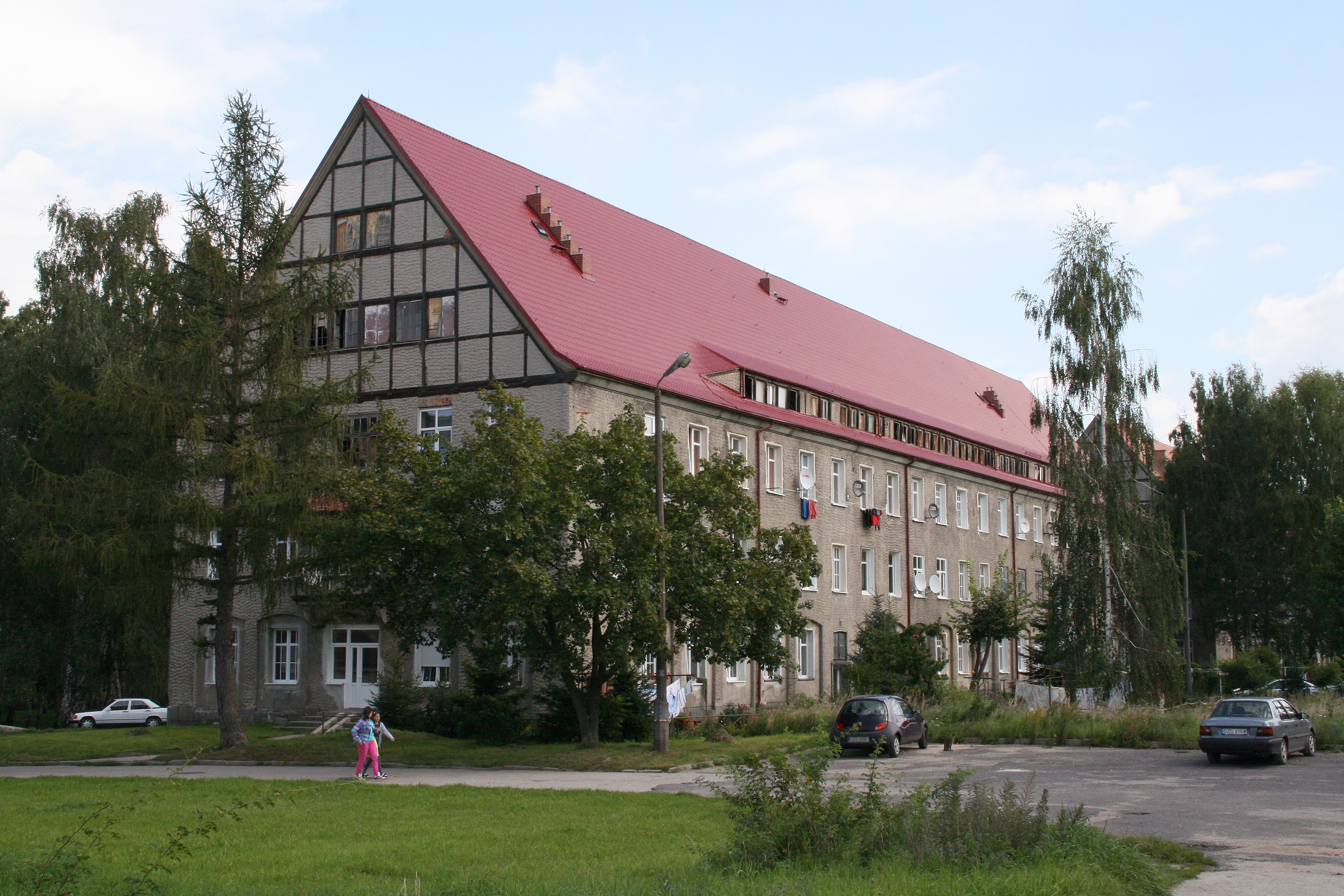
Eines der drei südlichen teilsanierten ehemaligen Mannschaftshäuser, 2011 Wohnzwecken dienend

Nachdem den Zittwerken das Kasernengelände Kleinporitsch von der Wehrmacht zur Nutzung übergeben worden war, erfolgte im Januar 1944 ein schneller Baubeginn, wobei die endgültigen Planungen für das Gelände noch nicht vorlagen. Zunächst wurden die im Wesentlichen fertiggestellten großen Mannschaftshäuser vollendet und sechs weitere noch als Rohbauruinen zu drei- bis viergeschossigen Wohnbauten für 3.600 bzw. 5000 Beschäftigte ausgebaut. Im Sommer 1944 begann der Bau eines großen Kesselhauses sowie unterirdischer Versorgungsanlagen, Schächte und Stollen. Für die Baugenehmigungen war die Reichsgruppe Industrie-Werkluftschutz, Bezirksgruppe Zittau, zuständig. Die örtliche Baupolizeibehörde wurde dabei übergangen und stellte schließlich ihre Forderungen auf Vorlage und Prüfung der Unterlagen im November 1944 bis zum Kriegsende zurück. Im Laufe des Jahres wurden mehrere Montage- und Lagerhallen, eine Tankstelle, eine Galvanotechnik-Anlage, Bunker und Luftschutztürme errichtet. Im November 1944 nahm der Block mit acht Triebwerksprüfständen für die Junkers Jumo 004B seinen weit hörbaren Betrieb auf.
Im März 1944 beantragten die Junkerswerke für das Motorenbau-Zweigwerk Zittau-Kleinschönau (Kaserne) die Errichtung einer Anschlussbahn von der Bahnstrecke Zittau–Reichenberg. Parallel dazu begann man im April 1944 mit dem Bau eines provisorischen Anschlussgleises und eines Ladegleises an der Schmalspurbahn Zittau–Hermsdorf. Nachdem dieses seit Anfang Mai 1944 in den Fahrplan der Bahn aufgenommen und betrieben worden war, wurde dem Zittauer Oberbürgermeister einige Tage später durch die Junkerswerke auch die Nachreichung der geforderten Bauunterlagen angekündigt, bei der es jedoch blieb. Im Dezember 1944 begann zwischen der Ortslage Großporitsch und den Zittwerken der Bau des Anschlussgleises von der Normalspurstrecke nach Reichenberg, das im Januar 1945 in Betrieb genommen wurde.
Nach der Produktionsaufnahme im Jahre 1944 diente die Produktionsstätte Zittwerke-Kaserne der Fertigung von Triebwerken vom Typ Jumo 004B, die über Zittau mit verdeckten Güterzügen der Bahn in Richtung Reichenberg und Warnsdorf zu den Montageorten der Flugzeuge in Bayern, wie z. B. der Waldfabrik bei Obertraubling, abtransportiert wurden.
Die Fertigung in den Betriebsstätten außerhalb der Kaserne erfolgte unter Aufsicht einer Luftwaffeneinheit, deren Sitz sich im Kaufhaus Beckmann am Zittauer Markt befand und der auch der Transport der dort gefertigten Einzelteile nach Großporitsch oblag.
Ab dem 28. Oktober 1944 war im separat gesicherten und durch Stacheldraht abgegrenzten „Wirtschaftsgebäude“ innerhalb des Kasernengeländes ein Außenkommando des KZ Groß-Rosen untergebracht, dessen Stärke nicht eindeutig zu belegen ist. Für die acht Produktionsstätten der Junkerswerke im Jahre 1944 wird eine Gesamtzahl von 864 KZ-Häftlingen angegeben. Zu den Häftlingen des KZ-Außenlagers gehörte Margalit Artzi, geborene Liquornik, die Mutter der Schriftstellerin Nava Semel und des Musikers Shlomo Artzi. Ihre Erinnerungen bilden ein zentrales Motiv in den Werken von Nava Semel.
Mit dem Herannahen der Ostfront wurde Mitte Februar 1945 die Produktion eingestellt, und die Maschinen wurden ab dem 27. Februar in 15 gedeckten Güterzügen zum Bahnhof Chemnitz-Hilbersdorf abtransportiert. Ein weiterer solcher Zug fuhr am 2. März 1945 von Hirschfelde nach Dessau. Nach der teilweisen Räumung der Werke wurden die Rüstungsarbeiter zwischen dem 6. und dem 10. März in mehreren Sonderzügen nach Pustleben verbracht. Ein Güterzug transportierte am 18. März nochmals Maschinen nach Riesa.
Am 24. März 1945 wurde die Betriebsstätte Kaserne endgültig aufgegeben. An diesem Tage verließ ein Sonderzug über Warnsdorf und Bad Schandau mit unbekanntem Ziel das Gelände, und die Wehrmacht transportierte in einem Personenzug wahrscheinlich die letzten 500 Arbeiter nach Halberstadt.
Ab dem 25. März befanden sich im Kasernengelände nur noch das Ostarbeiterlager und das Außenlager des KZ sowie Angehörige des 17. SS-Totenkopf-Wachbataillons, die letzteres bewachten. Wegen der Räumung des Stammlagers in Groß Rosen war eine Rückführung nicht möglich, und das Lager diente als Auffanglager für die evakuierten Außenlager des KZ Groß-Rosen in den Weser-Flugzeugwerken in Bunzlau sowie aus dem böhmischen Reichenau.
Ein Sonderzug der Wehrmacht fuhr, aus Leitmeritz kommend, am 30. April 1945 über Warnsdorf in das Gelände der Zittwerke in Großporitsch ein und wieder aus. Der Zweck dieser Fahrt blieb unbekannt.
Zwischen dem 6. und dem 7. Mai löste die Deutsche Reichsbahn ihr Ostarbeiterlager Teufelsmühle im Zittauer Gebirge auf und brachte die Bewohner im „Lager Ost“ der Zittwerke unter. Nach dem sowjetischen Fliegerangriff auf Zittau am Vormittag des 7. Mai 1945 wurde das KZ nur noch spärlich bewacht. Die Flucht von Teilen der Wachmannschaft nutzten auch die Häftlinge zur Flucht. Mehrere von ihnen, die nach Zittau geflüchtet waren, fanden bei weiteren Bombenangriffen am 7. und 8. Mai den Tod. Auch die Ostarbeiter flohen vor der herannahenden Roten Armee. Noch im Juni starben in der Stadt einige der früheren Lagerinsassen an Seuchen und Entkräftung.

## Nachwirkung
Noch im Mai 1945 wurde auf dem Gelände der Zittwerke das Kriegs- und Zivilgefangenenlager Zittau eingerichtet. Die Fertigungsanlagen im Gelände wurden dem Verfall preisgeben und sind noch als Ruinen erhalten.
Der frühere KZ-Häftling Mortka Schwarz, ein in Majdanek gebürtiger und bis 1939 in Oświęcim lebender Jude, verblieb in Zittau und betrieb von 1946 bis zu seinem Tod im Jahr 1970 das Kaufhaus Schwarz.
Im Urnenhain der Stadt Zittau befindet sich auch eine Gedenkstätte zur Erinnerung an KZ-Häftlinge und Zwangsarbeiter, die während des Zweiten Weltkriegs in den Zittwerken Zwangsarbeit verrichten mussten.

## Film
- zdfinfo (2021): Geheime Unterwelten der SS – Das Rätsel der Zittwerke. (42 Minuten, online)